# Primära och sekundära egenskaper

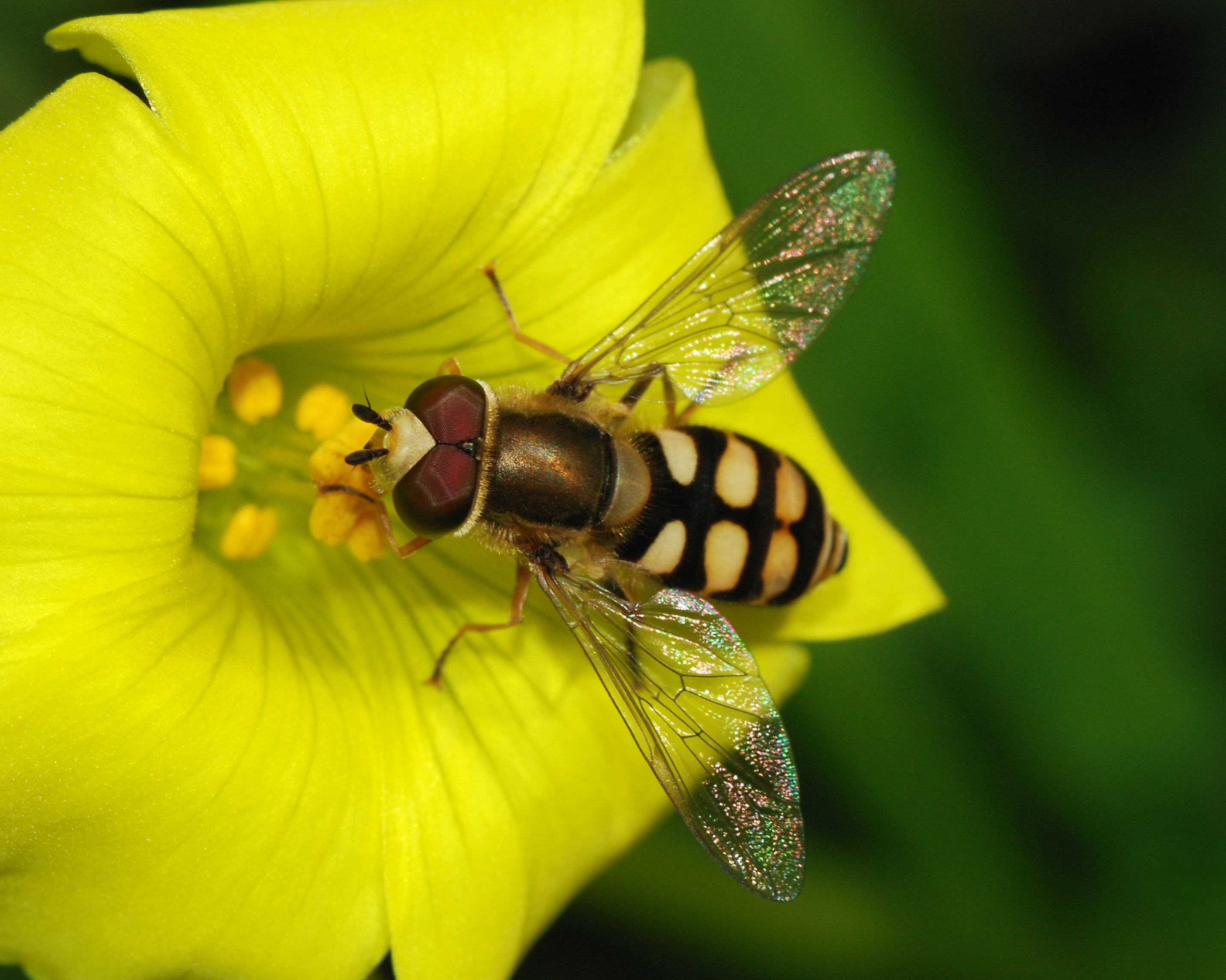
På bilden syns både primära och sekundära egenskaper. Färgerna och lukten som blomflugan upplever är exempel på sekundära egenskaper. Formen, utsträckningen och rörelserna är exempel på primära egenskaper.

Primära och sekundära egenskaper är begrepp man talar om inom vetenskapsteorin. Den förstnämnda är sådana egenskaper som exempelvis går att mäta, väga och/eller ta temperaturen på. De sekundära egenskaperna är bland annat sådana vi kan känna med våra smak- och doftsinnen. Den avgörande skillnaden mellan de två är enligt distinktionens försvarare att de primära egenskaperna finns tingen i sig, och vår perception av dessa skapar mentala bilder som liknar de faktiskt existerande egenskaperna. De sekundära egenskaperna finns emellertid inte hos tingen i sig, utan betingas av mötet mellan den externa verkligheten och våra sinnesorgan. De mentala bilder som de sekundära egenskaperna ger upphov till är därför inte avbilder av dessa, utan ett resultat av andra faktorer.
John Locke (1632-1704), som var den som först formulerade distinktionen, tänkte sig att sekundära egenskaper är krafter (powers) som tingen har. Dessa krafter ger sedan hos betraktaren upphov till vissa perceptioner av tingen, som dock inte är avbilder av de egenskaper som tinget har. I filosofilexikonet sammanfattas Lockes uppfattning om de sekundära egenskaperna på följande vis: "Fysiska föremål har inte i sig själva färg, lukt och smak; men i kraft av sin struktur, form och rörelse framkallar de idéerna härom i det förnimmande medvetandet."